# Goran Maznow
Goran Maznow (mac. Горан Мазнов, ur. 22 kwietnia 1981 w Strumicy) – macedoński piłkarz, występujący na pozycji napastnika. Od 2012 jest zawodnikiem Metałurga Skopje.

## Kariera
Goran Maznow urodził się w Strumicy, jednak pierwsze kroki w profesjonalnym futbolu stawiał w stolicy Macedonii – Skopje. Drogę do zaistnienia w krajowym futbolu otworzył mu klub Słoga Jugomagnat, w barwach którego zadebiutował w sezonie 1999/2000 w Prwej Lidze. W swoim premierowym sezonie w najwyższej klasie rozgrywkowej rozegrał 8 meczów i strzelił jednego gola. W sezonie 2000/2001 grał coraz częściej – w rundzie jesiennej zanotował dwa trafienia, a w rundzie wiosennej jedno. Nadal był jednak w cieniu bardziej doświadczonych napastników Słogi, zwłaszcza Argenta Beciriego, który sięgnął w sezonie 2000/2001 po koronę króla strzelców Prwej Ligi.
Utalentowanym 20-latkiem zainteresowali się jednak wysłannicy rosyjskiego Spartaka Moskwa i w efekcie od połowy sezonu 2001 rosyjskiej Wyższej Ligi Maznow był już zawodnikiem Spartaka. Niestety, do końca sezonu nie znajdował uznania w oczach trenera Olega Romancewa i nie pojawił się na ligowych boiskach ani razu. Ponieważ szanse młodego napastnika na wygranie rywalizacji z takimi zawodnikami jak Biesczastnych, Daniszewski czy Wasiliuk były niewielkie, włodarze Spartaka zdecydowali się oddać Maznowa do drużyny lokalnego rywala – Torpedo-ZIL Moskwa. Jednak i tu Macedończykowi nie wiodło się zbyt dobrze, przez cały sezon zagrał zaledwie w czterech spotkaniach w których nie pokazał nic szczególnego. Kolejny sezon był dla Maznowa ciągiem dalszym równi pochyłej – trafił do III-ligowej Baltiki Kaliningrad, ale tam miał wreszcie szanse na regularne występy. W enklawie Rosji występował dwa sezony, aż w końcu zwrócił na niego uwagę Trifun Kostovski, nowy właściciel Rabotniczkiego Skopje, rozpoczynający budowę potęgi przeżywającego kryzys klubu ze stolicy Macedonii.
W efekcie na wiosnę 2005 roku Maznow był już piłkarzem Rabotniczkiego. W swoim pierwszym meczu po powrocie do macedońskiej ligi zdobył premierowego gola (w 80 min. przeciwko Shkendiji Tetovo). Ogółem strzelił w rundzie wiosennej 6 goli, przyczyniając się walnie do zdobycia przez Rabotniczkiego pierwszego w historii mistrzostwa Macedonii. Dobre ligowe występy szły w parze z reprezentacyjnymi – Maznow został powołany na mecz eliminacji Mistrzostw Świata 2006 przeciwko Rumunii i strzelił gola – Macedonia przegrała jednak ten mecz 1:2. Napastnik Rabotniczkiego zagrał także z wygranym 2:1 meczu z Armenią i przegranym dotkliwie, bo aż 1:6, spotkaniu z Czechami.
W przerwie letniej Maznow przeniósł się do tureckiego Diyarbakırsporu – stał się tam podstawowym napastnikiem, w sezonie 2005/2006 strzelił dla Diyarbakırsporu 3 gole, jednak klub spadł do II ligi. Maznow zagrał w tym czasie w meczach eliminacji do Mistrzostw Świata przeciw Finlandii (porażka 0:3), rewanżu z Finlandią, w którym strzelił honorowego gola dla Macedonii (porażka 1:5).
W przerwie letniej napastnik trafił do belgijskiego KSC Lokeren, a zimą 2007 został zawodnikiem Tomu Tomsk. W latach 2011–2012 grał w AO Kerkira, w 2012 roku został zawodnikiem Metałurga Skopje.
| Sezon     | Klub                    | Kraj               | Rozgrywki            | Mecze | Bramki |
| --------- | ----------------------- | ------------------ | -------------------- | ----- | ------ |
| 1999/2000 | Słoga Jugomagnat Skopje | Macedonia Północna | Makedonska Prwa Liga | 8     | 1      |
| 2000/2001 | Słoga Jugomagnat Skopje | Macedonia Północna | Makedonska Prwa Liga | 13    | 3      |
| 2001      | Spartak Moskwa          | Rosja              | Priemjer-Liga        | 0     | 0      |
| 2002      | Torpedo-ZIL Moskwa      | Rosja              | Priemjer-Liga        | 4     | 0      |
| 2003      | Bałtika Kaliningrad     | Rosja              | Pierwyj diwizion     | 26    | 7      |
| 2004      | Bałtika Kaliningrad     | Rosja              | Pierwyj diwizion     | 30    | 4      |
| 2004/2005 | FK Rabotniczki Skopje   | Macedonia Północna | Makedonska Prwa Liga | 12    | 6      |
| 2005/2006 | Diyarbakırspor          | Turcja             | Superliga            | 30    | 3      |
| 2006/2007 | KSC Lokeren             | Belgia             | Eerste Klasse        | 17    | 2      |
| 2007      | Tom Tomsk               | Rosja              | Priemjer-Liga        | 7     | 9      |
| 2008      | Tom Tomsk               | Rosja              | Priemjer-Liga        | 27    | 2      |
| 2009      | Tom Tomsk               | Rosja              | Priemjer-Liga        | 28    | 5      |
| 2010      | Tom Tomsk               | Rosja              | Priemjer-Liga        | 17    | 0      |
| 2010/11   | AO Kerkira              | Grecja             | Superleague          | 9     | 2      |
| 2011/12   | AO Kerkira              | Grecja             | Superleague          | 14    | 1      |
| 2012/13   | Metałurg Skopje         | Macedonia Północna | Makedonska Prwa Liga | 28    | 4      |

## Mecze w reprezentacji (stan na 24 grudnia 2006)
- 1. 30 marca 2005 Skopje,  Macedonia -  Rumunia 1:2 (gol)
- 2. 4 czerwca 2005 Erywań,  Armenia –  Macedonia 1:2
- 3. 8 sierpnia 2005 Teplice,  Czechy –  Macedonia 6:1
- 4. 17 sierpnia 2005 Skopje,  Macedonia –  Finlandia 0:3
- 5. 3 września 2005 Tampere,  Finlandia –  Macedonia 5:1 (gol)
- 6. 11 listopada 2005 Teheran,  Iran –  Macedonia 1:2
- 7. 13 listopada 2005 Teheran,  Paragwaj –  Macedonia 1:0
- 8. 28 maja 2006 Madryt,  Ekwador –  Macedonia 1:2 (gol)
- 9. 4 czerwca 2006 Bayreuth,  Macedonia –  Turcja 1:0 (gol)
- 10. 16 sierpnia 2006 Tallinn,  Estonia –  Macedonia 0:1
- 11. 6 września 2006 Skopje,  Macedonia –  Anglia 0:1
- 12. 7 października 2006 Manchester,  Anglia –  Macedonia 0:0
- 13. 10 listopada 2006 Andora,  Andora –  Macedonia 0:3
- 14. 15 listopada 2006 Skopje,  Macedonia –  Rosja 0:2
- 15. 26 maja 2008 Reutlingen,  Macedonia –  Polska 1:1